# Rich Girl (Gwen Stefani)
Rich Girl è un brano musicale della cantante statunitense Gwen Stefani, in collaborazione con la rapper Eve, con cui aveva già collaborato in Let Me Blow Ya Mind. È il secondo singolo estratto dal suo album di debutto come solista, Love. Angel. Music. Baby.. Prodotto da Dr. Dre, è un remake dell'omonimo brano di Louchie Lou & Michie One del 1993, che a sua volta era un adattamento di If I Were a Rich Man, brano tratto dal musical Fiddler on the Roof (in italiano Il violinista sul tetto) del 1964.
Nella canzone, la Stefani parla dei propri sogni di popolarità e ricchezza, dalla prospettiva di quando era solo una "ragazza di campagna".

## Il brano
Stefani ed Eve avevano già collaborato nel singolo Let Me Blow Ya Mind del 2001. Quando Stefani ha cominciato a registrare il suo disco da solista, Eve ha manifestato interesse nel lavorare nuovamente con Stefani dicendo: "è furba, equilibrata ed ingegnosa. Sarebbe intenso nonostante tutto". Le due artiste hanno deciso di collaborare di nuovo dopo aver parlato nella sala da pranzo di Stefani durante una festa.

## Video musicale
Diretto da David LaChapelle, il video di Rich Girl comincia con un gruppetto di bambine giapponesi (le Harajuku Girls, presenti in molti dei video della Stefani), che giocano con un galeone pirata e due bambole di Gwen Stefani e di Eve, mentre discutono sull'argomento "se fossi ricca...". Dopo questa introduzione lo svolgimento del video si sposta su un galeone dove la Stefani, Eve e le Harajuku Girls cantano il brano ed eseguono la coreografia, vestite da pirati con tanto di benda sull'occhio. Alla fine del surreale video, la nave viene attaccata ed affonda nel mare. L'ultima scena ripropone le ragazzine che giocano. Le vediamo mentre distruggono il galeone e ne fingono la fine buttandolo dentro un acquario; un po' come se si trattasse di un gioco "voodoo".

## Tracce
European CD Single
1. Rich Girl (Album Version) – 3:56
2. What You Waiting For? (Live from Launch.com) – 3:41
3. Harajuku Girls (Live from Launch.com) - 4:35

European CD Maxi Single
1. Rich Girl (Album Version) – 3:56
2. What You Waiting For? (Live from Launch.com) – 3:41
3. Harajuku Girls (Live from Launch.com) – 4:35
4. Rich Girl (Video) – 4:05

## Classifiche

### Classifiche settimanali
| Classifica (2005) | Posizione più alta |
| ----------------- | ------------------ |
| Argentina         | 1                  |
| Australia         | 2                  |
| Austria           | 10                 |
| Belgio (Fiandre)  | 4                  |
| Belgio (Vallonia) | 12                 |
| Canada            | 12                 |
| Danimarca         | 3                  |
| Finlandia         | 7                  |
| Francia           | 4                  |
| Germania          | 14                 |
| Irlanda           | 2                  |
| Italia            | 7                  |
| America Latina    | 5                  |
| Norvegia          | 2                  |
| Nuova Zelanda     | 3                  |
| Paesi Bassi       | 4                  |
| Regno Unito       | 4                  |
| Svezia            | 4                  |
| Svizzera          | 6                  |
| Stati Uniti       | 7                  |

### Classifiche di fine anno
| Classifica (2005) | Posizione |
| ----------------- | --------- |
| Australia         | 26        |
| Austria           | 65        |
| Belgio Fiandre    | 27        |
| Belgio Vallonia   | 51        |
| Paesi Bassi       | 47        |
| Europa            | 33        |
| Francia           | 76        |
| Germania          | 87        |
| Nuova Zelanda     | 30        |
| Svezia            | 16        |
| Svizzera          | 45        |
| Stati Uniti       | 31        |